# Історичні землі України
Історичний територіальний поділ України — поділ України на певні частини в різні історичні періоди, з метою побудови державних органів влади та управління на місцях.

## Земля як термін
В історичній науці термін «земля» вживають для означення:
- території, що безпосередньо залучена до сфери життєдіяльності тієї чи іншої людської спільноти (племені, союзу племен) і ототожнена із цією спільнотою;
- адміністративно-територіальної або державної одиниці[1].

## Давні часи
Стосовно давніх українських теренів термін «земля» з уточненням «скіфська»/«скитська» вперше був ужитий Геродотом. Найдавніші відомості про українські землі містять праці давньогрецьких (9-томна «Історія» Геродота, 17-томна «Географія» Страбона) і давньоримських (Пліній Старший, 23-79, Тацит, І ст.) науковців. У географічних описах подавали інформацію про історію та етнографію Скіфії / Скитії, були відомості про природу (рельєф, ріки, рослинність тощо), господарство та населення краю.

## Часи давньої Русі
У періоди втрати Україною державної незалежності і поділу її території між сусідніми державами на українських етнічних землях створювались колоніальні органи управління та поступово поширювався адміністративно-територіальний устрій метрополії. В Україні першими спробами адміністративно-територіального поділу можна вважати існування земель-князівств за часів давньої Русі.
У IX—XII століттях територія сучасної України поділялася на Київську, Чернігово-Сіверську, Переяславську, Волинську і Галицьку землі, які входили до складу Київської держави. Деякі менші землі, через низький економічний і політичний рівень розвитку, входили до складу Київського князівства, зокрема Полянська (Руська), Турово-Пінська і Древлянська землі. Землі-князівства поділялись на волості, центрами яких були міста — «городи».
За політичним устроєм Русь являла собою державне утворення у формі монархії. На чолі держави стояв великий князь київський, який зосереджував у своїх руках усю повноту законодавчої, виконавчої, судової і військової влади. Внутрішнє управління державою здійснювали численні княжі управителі. На найвищі адміністративні посади призначались представники великокнязівського роду або намісники (посадники) і тисяцькі. Згодом провідне місце серед київських урядовців займав двірський, або дворецький, основна діяльність якого була пов'язана з управлінням князівським двором. Розгляд судових справ здійснював сам князь. За дорученням князя судові функції міг виконувати хтось із бояр, найчастіше дворецький. На місцях судочинство найчастіше здійснював спеціальний київський урядник — тивун (тіун). Найрізноманітніші функції при дворі виконували печатник, стольник, покладник, сідлецький, а також дрібніші чиновники — биричі, отроки, дітські, городники, митники та інші.

## Часи Галицько-Волинської Русі
З середини XII століття розпочався процес занепаду Київської держави. Безпосереднім спадкоємцем політичної і культурної традиції Русі стало Галицько-Волинське князівство, яке продовжило ранній період української державності. В XIII — І половині XIV століть у складі Галицько-Волинської держави було об'єднано значну частину української етнічної території.
У XIII столітті західний кордон Галицько-Волинського князівства проходив по річці Яселці, далі у північно-східному напрямку через річки Віслок і Сян і ще далі, на захід від річки Вепр, пролягав на південний схід. Крайніми західними українськими поселеннями були Коросно, Ряшів, Щекарів, Верещин. Північною межею Галицько-Волинської держави були притока Бугу Володавка і Верхня Прип'ять, а після входження до складу князівства Берестейської землі — річки Наров і Яселда. На сході князівство межувало з Турово-Пінською і Київською землями. Кордон проходив через Прип'ять, Стир, Горинь, далі верхів'ями Случі і Південного Бугу вздовж річки Ушиці і Пруту до Чорного моря.
Галицько-Волинське князівство включало Перемишльську, Звенигородську, Галицьку, Володимирську, Луцьку, Дорогобузько-Пересопницьку, Болохівську, Берестейську, Холмську, Червенську і Белзьку землі. До складу князівства входили також землі у нижній течії Дністра, Пруту, Серету, а також значна частина Закарпаття.
В основу державної організації і адміністративного устрою Галицько-Волинського князівства покладали ті ж принципи, що й у Київській державі. Його територія була поділена на ряд князівств-земель. До складу земель входили волості, центрами яких були міста. З першої половини XIV століття окремі міста-князівства отримали магдебурзьке право і дістали підставу для самоврядування. Першим самоврядний статус у 1334 році отримало містечко Сянок, згодом — Львів, Кам'янець-Подільський, Берестя, Дорогичин, Більськ, Луцьк та інші.

## В часи Литви та Польщі
Після смерті в 1340 році Юрія II Болеслава почався занепад Галицько-Волинської держави. Більшість українських земель у другій половині XIV століття була загарбана іноземними державами. В 1387 році багаторічні війни Польщі, Угорщини й Литви за Галичину завершились приєднанням цієї території до Польського королівства.
Навіть уже в роки підвладності українських теренів Речі Посполитій їх поділ на воєводства не витіснив старого земельного поділу. Після утворення на Русі воєводств Холмщина так і лишилася із титулом «земля» (у складі Руського воєводства).
В 1350-х роках литовський князь Ольгерд розпочав захоплення Придніпров'я. Ще в першій половині XIV століття Литва завоювала частину Волині, Берестейську (1320) і Дорогичинську землі. В 1355—1356 роках литовські війська зайняли спочатку Чернігово-Сіверщину, 1362 — Київську, а 1363 — Подільську землі. З анексією значної частини українських земель Литовське князівство перетворилось на велику феодальну державу. Українські землі з їхньою високою культурою і правовими стосунками справляли значний вплив на політичне й суспільне життя литовської держави. Руська (давньоукраїнська) стала державною мовою. Литовська держава сприйняла чимало норм руського права і систему адміністративної влади. Православна церква відігравала значну роль у державі. Усе це визначало автономний статус українських земель у складі Великого князівства Литовського. Волинь, Київщина, Новгород-Сіверщина, Чернігівщина і Поділля становили окремі удільні князівства на чолі з князями. Адміністративна влада зосереджувалась у руках князя, земських бояр і князівських урядовців — канцлера, скарбничого, тивуна й соцького. Хоча українські удільні князі мали значні автономні права, однак вони постійно прагнули досягти повної незалежності від литовської держави. Бажаючи не допустити зміцнення українського князівства, великий литовський князь Вітовт протягом 1392—1394 змістив удільних князів, які провадили незалежницьку політику, і ліквідував Новгород-Сіверське, Волинське, Подільське і Київське князівства. На початку 1440-х Волинське і Київське князівства були відновлені. Однак після смерті Свидригайла (1452) і Семена Олельковича (1470) ці князівства були остаточно ліквідовані і перетворені на литовські провінції. На їхньому місці створено Київське, Брацлавське і Волинське воєводства, якими управляли великокняжі намісники — воєводи. Воєводства були складені з повітів, а повіти — з волостей. Після укладення між Польщею і Литвою Люблінської унії 1569 всі українські землі, за винятком Берестейської і Дорогичинської, Закарпаття, Буковини й Чернігівщини, потрапили під безпосередню владу Польського королівства. Цю територію поділили на воєводства:
- Руське (Галицька, Львівська, Перемишльська, Сяницька і Холмська землі);
- Белзьке (Бузький, Городельський і Грабовецький пов.);
- Подільське (Червоногородський, Кам'янецький і Литичівський пов.);
- Брацлавське (Брацлавський, Вінницький і Звенигородський пов.);
- Волинське (Луцький, Володимирський і Кременецький пов.);
- Київське (Київський, Житомирський, Овруцький пов. і Білоцерківське, Богуславське, Канівське, Корсунське, Романівське, Черкаське і Чигиринське староства).

За умовами Деулінського перемир'я 1618 між Річчю Посполитою і Московською державою Чернігово-Сіверщина перейшла під владу Польщі. 1635 утворено Чернігівське воєводство з Чернігівським і Новгород-Сіверським повітом. Берестейське (Берестейський і Пінський повіти) та Підляське (Мельницька, Дорогичинська і Більська землі) воєводства були включені до складу Литви. Адміністративне управління українськими землями у складі Речі Посполитої здійснювали на основі Литовського статуту 1588 та норм польського права. В значній частині українських міст діяли положення магдебурзького права, на основі якого управління містом переходило до виборного магістрату, очолюваного війтом.

### Закарпаття
Після захоплення Угорщиною Закарпатської України (остаточно у XIII ст.) на цій території запроваджено угорський адміністративно-територіальний устрій. Українські землі були розподілені між сімома комітатами (жупами) — Спишським, Земплинським, Шаризьким, Ужанським, Угочанським, Березьким, Мармароським. На чолі комітату стояв жупан, якого призначав король. На початку XVI ст. внаслідок втрати Угорщиною незалежності, більша частина Закарпаття потрапляє під владу Трансільванського (Семигородського) князівства. З 1699 вся Закарпатська Україна перебувала у складі Австрії.

### Буковина
З середини Х ст. територія сучасної Буковини входила до складу Русі. У XII — І пол. XIV ст. ці землі становили частину Галицько-Волинської держави. Занепад Галицько-Волинського князівства призвів до зміцнення у серед. XIV ст. у цьому краї позицій Угорщини. В середині XIV—XV ст. тут існував український державний утвір — Шипинська земля (у межах сучасної Чернівецької області). З серед. XIV ст. Буковина відійшла до Молдавського князівства. В цей час буковинські землі були розділені на три волості — Чернівецьку, Хотинську і Сучавську. 1514 року Молдавія разом із українськими територіями потрапила під владу Туреччини. У Буковині була створена турецька військово-адміністративна одиниця — Хотинська райя. У ІІ половині XVIII ст. Буковина мала поділ на три цинути — Чернівецьку, Сучавську і Кімпалужську, які складалися з околів. Адміністративна і судова влада на цій території належала молдавському дивану в Яссах. 1774 Буковина (крім Хотинської райї) потрапила під владу Австрії і 1786 управлялася військовим командуванням. На початку 1787 буковинські землі увійшли до складу Галичини. Територія Хотинської райї за Бухарестським мирним договором 1812 потрапила під владу Московської імперії.

### Північне Причорномор'я таКрим
Протягом століть Північне Причорномор'я і Таврида були зоною боротьби українських князів з кочовими племенами. Після розгрому Хозарського / Козірского каганату (965) військами Святослава Ігоревича на Таманському п-ові утворили Тмутороканське князівство, до складу якого незабаром увійшли землі Приазов'я, Кубані та східна частина півострова Тавриди. З поатку XI ст. князівство перебувало у складі Київської держави. У XIII ст. Причорномор'я і Таврида були завойовані монголо-татарами. У Тавриді утворився улус із центром у м. Солхат, який підлягав хану Золотої Орди. Після її розпаду тут виникла татарська держава — Кримське ханство (1449—1783). Татарські орди здійснювали грабіжницькі походи в Україну. Руйнуючи українські міста й села, вони брали у полон десятки тисяч мирних жителів і продавали їх у рабство або використовували на тяжких роботах у своїх господарствах. За даними перепису 1666—1667, проведеного Евлієм Челебі, українці становили 4/5 всього населення Тавриди. Для захисту від татарсько-турецької агресії у пониззі Дніпра на південь від дніпровських порогів виникло військово-політичне утворення — Запорізька Січ. До складу володінь запорізького козацтва — Вольностей Війська Запорозького — входила територія по лінії від гирла Тясмину до Чорного Лісу, далі річками Ворсклою, Синюхою і Богом до Дніпровсько-Бозького лиману, — вздовж Дніпра — до верхів'їв Конки і гирла Берди, а звідти — узбережжям Азовського моря до гирла Кальміусу та по р. Орелі до Дніпра.
З ІІ пол. XVI ст. на Запорожжі сформувався чіткий адміністративно-політичний устрій. Усе Військо Запорозьке мало поділ на полки, якими командували полковники. Полк поділявся на курені на чолі з курінними отаманами, а курені на сотні. На чолі козацького війська стояв виборний гетьман. Безпосередньо на Січі старшим був кошовий отаман. Вищою владою на Січі вважали військову раду (коло), яка обирала та скидала кошового отамана, козацьку старшину, вирішувала всі найважливіші питання життя Коша. На чолі всього управління Запорозькою Січчю стояла військова старшина (кошова старшина) — військовий писар, військовий суддя, осавул, обозний, хорунжий. Запорозькі козаки становили «січове товариство», яке поділялося на курені. У XVIII ст. всіх куренів було 38. Керував куренем курінний отаман. Місце перебування Січі змінювали кілька разів залежно від воєнно-політичної ситуації (Томаківська Січ, Микитинська Січ, Чортомлицька Січ, Кам'янська Січ, Олешківська Січ, Нова Січ, Задунайська Січ). Згодом, у XVIII ст., запорозькі землі охоплювали територію сучасних Запорізької, Січеславської, Миколаївської, Херсонської і значної частини Донецької області Адміністративно вони поділялись на округи — паланки: на правому березі Дніпра — Кодацька, Бугогардівська, Інгульська (Перевознинська), на лівому — Протовчанська, Самарська, Орельська, Кальміуська і Прогноївська. На чолі паланок стояли паланкові полковники, писарі та осавули, призначені Кошем.

## В часиГетьманщини
Вже на початковому етапі Народно-визвольної війни на значній частині території України була відновлена українська державність та сформована нова військово-політична система і органи державного управління, був визначений адміністративно-територіальний устрій, який будувався переважно на традиціях Запорозької Січі. Українська козацька держава, яка включала землі колишнього Київського, Чернігівського і Брацлавського воєводств, обіймала територію близько 200 тис. км².
За умовами Зборівського мирного договору 1649 р., границя між Україною і Річчю Посполитою була встановлена по лінії Дністер-Ямпіль-Брацлав-Вінниця-Погребище-Паволоч-Коростишів-Горностайпіль-Димер-Дніпро-Остер-Чернігів-Ніжин-Ромни. Східну границю встановили по лінії колишнього польсько-московського кордону і пролягала вона по річках Сухий Ромен, Терен, Бобрик, через Сулу, Псел до Ворскли і далі до р. Коломак і до Муравського шляху.
На чолі новоствореної держави стояв гетьман України, яким був проголошений Богдан Хмельницький (1648). Гетьману належала вища військова, політична, адміністративна і судова влада в Україні, яку він здійснював через Генеральну військову канцелярію. Найближчими помічниками гетьмана в управлінні державою була генеральна старшина — генеральний писар, генеральні судді, генеральний осавул, генеральний хорунжий, генеральний підскарбій, генеральний обозний, генеральний бунчужний. Найвищою судовою установою був Генеральний військовий суд.
Столицею України та гетьманською резиденцію стало місто Чигирин.
Територія України мала поділ на полки, число яких не було сталим.
1649 року їх налічували 16:
1. Чигиринський полк,
2. Черкаський полк,
3. Корсунський полк,
4. Білоцерківський полк,
5. Канівський полк,
6. Переяславський полк,
7. Брацлавський полк,
8. Кальницький полк (Вінницький полк),
9. Київський полк,
10. Кропивнянський полк,
11. Миргородський полк,
12. Ніжинський полк,
13. Полтавський полк,
14. Чернігівський полк,
15. Прилуцький полк,
16. Уманський полк.

1650 року всіх полків було 20. Під час воєнних дій української армії проти польських і литовських військ у 1654-55 утворились:
1. Волинський полк,
2. Турово-Пінський полк,
3. Білоруський полк (Чавський полк),
4. Подільський полк.

На чолі кожного полку стояв полковник, якого обирали на полковій раді або призначав гетьман. Він зосереджував у своїх руках військову, адміністративну і судову владу на території полку. Крім нього, до полкового уряду входили полковий суддя, полковий писар, полковий осавул, полковий обозний, полковий хорунжий.
Полки поділяли на сотні, в яких військово-адміністративні функції виконували сотники.
До складу сотні входило кілька куренів, які очолювали курінні отамани.
Найвищим органом місцевого управління були козацькі ради, на яких обговорювали і вирішували усі найважливіші політичні, військові, фінансові та судові справи, обирали і скидали козацьку старшину (див. також Генеральна військова рада).
Управління містами у Гетьманщині здійснювали відповідно до їхнього статусу. Містами, які мали магдебурзьке право (Київ, Ніжин, Чернігів, Переяслав, Стародуб, Глухів, Полтава, Батурин та ін.), управляли виборні магістрати. Міста ж, які не дістали цього права, мали обмежене самоврядування, їми управляли виборні ратуши, але ці міста підлягали і старшинській адміністрації. На чолі міського управління стояв війт, якого обирали або призначав гетьман чи полковник.
У 2-й половині 17 сторіччя Україна внаслідок десятирічної виснажливої громадянської війни та збройної інтервенції чужоземних військ (т. зв. період Руїни) потрапила у сферу впливу сусідніх держав. Після Андрусівського перемир'я 1667 р. та «Вічного миру» 1686 р. територія Лівобережної України з Києвом та Запорожжям опинилися під владою Московської держави, а Правобережна Україна залишилась у складі Речі Посполитої (1699 р. до Польщі приєднано Поділля, яке перебувало під владою Туреччини). Південна Київщина і Брацлавщина з містами Трахтемирів, Канів, Черкаси і Чигирин мали залишатися незаселеними.
Українські землі, які перебували у складі Московської держави, протягом XVII—XVIII ст. зберігали відносну автономію і державні права. Території Гетьманщини (сучасні Чернігівська, Полтавська, західна частина Сумської, Харківська і східна частина Київської області) поділялася на 10 полків:
1. Київський полк,
2. Ніжинський полк,
3. Переяславський полк,
4. Чернігівський полк,
5. Стародубський полк,
6. Лубенський полк,
7. Прилуцький полк,
8. Гадяцький полк,
9. Миргородський полк,
10. Полтавський полк.

- Гетьманській адміністрації підлягав і Могилівський полк, територія якого частково охоплювала етнічні білоруські землі.

Політико-правове становище Гетьманщини спочатку визначали договори між гетьманом України і московським урядом, які мали міждержавний характер. Однак, внаслідок загострення внутрішньополітичної ситуації, боротьби за владу старшинських угруповань та намагань Московської держави посилити свої впливи в Україні, ці договори поступово набувають рис договірних статей. Переяславські статті 1659 р., Батуринські статті 1663 р., Московські статті 1665 р. та інші гетьманські угоди з московським урядом щораз більше обмежували політичну автономію України та посилювали її адміністративну й фінансову залежність від Московської держави. Управління Гетьманщиною здійснював гетьман України, якому належала вся повнота військової, адміністративної і судової влади. Гетьмана обирала Генеральна військова рада переважно з кандидатур, заздалегідь узгоджених з московським урядом. Гетьманський уряд уже не мав права підтримувати дипломатичні зв'язки з чужоземними державами.
Резиденцію гетьмана щоразу ближче переносили до московського кордону: Гадяч (1663—1668), Батурин (1669—1709; 1750—1764), Глухів (1709—1750).
1708 р. на території Лівобережної України утворено дві губернії — Київську і Азовську, що фактично поклало початок створенню паралельних органів державного управління. З 1709 при гетьмані постійно перебував царський резидент для нагляду за діяльністю гетьмана та старшини. Значного удару по українській державності завдано діяльністю органів московської колоніальної адміністрації в Україні — Малоросійської колегії та Правління гетьманського уряду.
Розглядаючи Гетьманщину як складову частину Московської імперії та прагнучи уніфікувати систему управління державою, московський уряд вирішив повністю ліквідувати автономію України. 10 листопада 1764 р. Катерина II скасувала гетьманство, передавши всю повноту виконавчої влади в Україні президенту Малоросійської колегії Румянцеву-Задунайському.

### Слобідська Україна
Обмеження козацького самоврядування та поступова ліквідація полкового устрою прохолдило й в Слобідській Україні. З середини 16 ст. територія Слобожанщини почали поступово заселяти українські козаки й селяни з Правобережної і Лівобережної України. З XVII ст. ці землі приєднано до Московської держави. Адміністративно-територіальний устрій на Слобідській Україні був здебільшого подібним до Гетьманщини.
В XVII ст. тут існувало п'ять полків, які становили військові й адміністративно-територіальні одиниці:
1. Острогозький полк (1652—1658),
2. Сумський полк (1652—1668),
3. Охтирський полк (1651—1658),
4. Харківський полк (1659—1660), 1685 р. виділився Ізюмський полк,
5. Балаклійський полк (1669—1677), 1677 р. Балаклійський полк було приєднано до Харківського.

Полкові канцелярії підпорядковувались білгородському воєводі, через нього — Розрядному приказу, а згодом — Посольському приказу.
Намагання Слобідської України приєднатись до Гетьманщини викликало рішучий опір з боку московських властей. 28.7.1765 р. московський уряд ліквідував слобідські козацькі полки і на їхньому місці утворив регулярні гусарські частини за москальським зразком. На слобідських землях утворено Слобідсько-Українську губернію з центром у Харкові.

### Запорозька Січ
У ІІ пол. 18 ст., прагнучи обмежити самоврядування і господарську діяльність Запорозької Січі, яка виступала активним каталізатором національної свідомості та перешкоджала експансіоністській політиці Московської імперії на півдні України, московський уряд дозволив створення на території Запорожжя військових поселень чужоземців (сербів, німців, болгар, греків). Ця територія була названа Новою Сербією (1752) зі штаб-квартирою у Новомиргороді та Слов'яно-Сербією (1753) з центром в місті Бахмут.
1764 року військові поселення були ліквідовані, а їхні землі включені до складу Новоросійської губернії.

### Правобережна Україна,Волинь,ГаличинатаЗакарпаття
Наприкінці XVII—XVIII ст. значна частина українських земель — Правобережна Україна, Поділля, Волинь, Галичина, Холмщина, Підляшшя і Посяння — входили до складу Польщі. 1684—1685 рр. на Правобережжі польський сейм підтвердив за козаками їхні основні права і привілеї.
На цій території були сформовані:
- Білоцерківський полк (Фастівський полк),
- Корсунський полк,
- Брацлавський полк,
- Богуславський полк, які очолювали полковники Семен Палій, 3. Іскра, Андрій Абазин і Самійло Самусь.

Однак у червні 1699 р. польський сойм, відчуваючи наростання національно-визвольного руху на Правобережжі, ухвалив постанову про ліквідацію козацьких полків. Це рішення не було визнане козаками і призвело до повстання Палія 1702—1704 рр. Семен Палій приїхав до гетьмана Лівобережжя Івана Мазепи, запропував йому свою булаву гетьмана Правобережжя та просив Мазепу стати гетьманом обох частин України, і очолити повстання всієї України поки Петро І воював на півночі зі шведами. Але Мазепа арештував Палія і відправив його до Петра І. То ж після поразки повстання на Правобережжі значна частина козаків перейшла на територію Гетьманщини, а козацький військово-територіальний устрій на Правобережній Україні був ліквідований.
Наприкінці XVII — на початку XVIII ст. на українських землях у складі Речі Посполитої зберігався поділ на воєводства і повіти.
Існували
1. Київське воєводство,
2. Брацлавське воєводство,
3. Подільське воєводство,
4. Волинське воєводство,
5. Руське воєводство,
6. Белзьке воєводство.

Адміністративне управління здійснювали воєводські та повітові органи влади.
Умовною межею між українською (східною) і польською (західною) частинами Галичини стала річка Сян. 1786—1849 рр. окремий округ у складі Галичини становила Буковина, а 1795—1809 рр. — Холмщина.
Територія королівства була поділена на округи і дистрикти, кількість яких була змінна. Так, до 1782 р. існувало 6 округів і 59 дистриктів, а 1867 р.— 17 округів і 176 дистриктів. Адміністративна влада у коронному краї належала губернаторському управлінню на чолі з губернатором. Губернатора, який утримував у своїх руках усю повноту виконавчої влади, призначав імператор. Вищий представницький орган у Галичині — сейм збирався один раз, 1780 р. Існував виконавчий орган сейму — становий крайовий комітет. На місцях адміністративна і судова влада належала війтові, а управління декількома навколишніми громадами здійснював мандатор. Містами управляли магістрати, до складу яких входили війт, бургомістр, райці (радники) і лавники (засідателі).
З утворенням 1867 р. Австро-Угорської імперії Східна Галичина й Буковина залишаються у складі Австрії, а Закарпаття потрапило під безпосередню владу Угорщини. Існуючі коронні краї у Галичині й Буковині отримали статус провінції і були поділені на повіти. Вся адміністративна влада в краї належала наміснику (див. також Галичина і Буковина).
1699 р. Закарпатська Україна, яка протягом століть перебувала під окупацією Угорщини, опинилась у складі Австрії. Територія Закарпатської України, як і угорські етнічні землі, мала поділ на жупи (комітати), які в свою чергу були складені з доміній. Всі адміністративні органи влади на Закарпатті були підпорядковані Пожонському (Братиславському) намісницькому управлінню. Зазнаючи нещадного гніту, відірвані від загальноукраїнського громадсько-політичного і культурного життя, русини-українці Закарпаття, однак, зберігали народну рідну свідомість і самобутню культуру (див. також Закарпаття).

## Ліквідація козацького устрою. В складіМосковської імперії
Дивись також Українські губернії в Московській імперії
Зміцнення економічної незалежності Запорожжя та величезний вплив запорожців на формування політичної свідомості українського народу становили потенційну загрозу колоніальній політиці Московської імперії на півдні України. Тому 4-5(15-16).6.1775 р. за наказом Катерини II москальські війська під командуванням генерала П. Текелі зруйнували Запорозьку Січ. 3(14).8.1775 р. видано царський маніфест, який офіційно ліквідував запорозьке козацтво. На землях Війська Запорозького утворено дві губернії — Азовську і Новоросійську. Після скасування гетьманства московський уряд вирішив остаточно ліквідувати існуючі форми військ і місцевого адміністративно-територіального устрою на Лівобережній Україні. 1781 р. на Лівобережжі ліквідовано сотенно-полковий устрій. 1781—1783 рр. в Україні утворено Київське, Харківське, Чернігівське, Новгород-Сіверське і Катеринославське намісництва. Паралельно з намісництвами існував поділ на губернії. 1783 р. указом москальської військової колегії на основі лівобережних козацьких полків створювали регулярні карабінерські кавалерійські полки. Таким чином, протягом усього часу перебування українських земель у складі імперії політика московського уряду була спрямована на ліквідацію традиційного адміністративного устрою України, збереження якого значною мірою сприяло формуванню в українського народу рідної народної свідомості. Експансіоністська політика імперського уряду на південній України завершилася приєднанням 1783 р. Кримського ханства до Московської імперії. Царським указом від 2 лютого 1784 р. утворено Таврійську область з центром у Сімферополі. 1783 Азовська і Новоросійська губернія були об'єднані і на їх основі створено Катеринославське намісництво з центром у Кременчуці (з 1789  р.— у м. Катеринослав).
Після другого (1793) і третього поділів Польщі до складу Московської імперії увійшли Київщина, Брацлавщина і Волинь. Згідно з указом Сенату від 23 квітня 1793 р. на приєднаній до Московії території утворено Заславське та Брацлавське намісництва (губернії) і Кам'янецьку область. Указом сенату від 1 травня 1795 р. на території, що входила в Заславську та Брацлавську губернії і Кам'янецьку область, утворено Волинську, Подільську і Брацлавську губернії. У Волинській губернії сформовано Володимирську, Домбровецьку, Житомирську, Заславську, Ковельську, Лабунську, Луцьку, Новоград-Волинську, Овруцьку, Острозьку, Радомишльську, Рівненську і Чуднівську округи (повіти). Центром Волинської губернії визначено місто Новоград-Волинський, (згодом місто Житомир).
З приходом до влади Павла І, 12 грудня 1796 р. був виданий Указ «Про новий розподіл держави на губернії». В Україні замість намісництв утворювали губернії. Брацлавська губернія була ліквідована (ПСЗРИ, Т. 23, № 17634). Її територія, за винятком приєднаних до Київської губернії Липовецького, Махнівського, П'ятигірського і Сквирського повітів, відійшла до Подільської губернії [ПСЗРИ. — Т. 23. — № 18117.]. Разом з тим Базалійський, Дубенський, Кременецький, Старокостянтинівський і Ямпільський повіти Подільської губернії увійшли до складу Волинської губернії [ПСЗРИ. — Т. 23. — № 18117).
В 1797—1803 рр. повіти Подільської та Волинської губерній були збільшені. Після остаточного формування меж повітів, 19 липня 1804 р. був виданий остаточний штат цих губерній (ПСЗРИ, Т. 28, № 21404). До складу Подільської губернії увійшло 12 повітів: Балтський, Брацлавський, Вінницький, Гайсинський, Кам'янецький, Летичівський, Літинський, Могилівський, Ольгопільський, Проскурівський, Ушицький і Ямпільський. До складу Волинської губернії увійшло також 12 повітів: Володимир-Волинський, Дубенський, Житомирський, Заславський, Ковельський, Кременецький, Луцький, Новоград-Волинський, Овруцький, Острозький, Рівненський, Старокостянтинівський.

## XIX століття
На початку XIX століття існувало 9 губерній: Київська, Полтавська, Чернігівська, Харківська, Катеринославська, Херсонська, Таврійська, Подільська і Волинська. 1815 р. до Московської імперії приєднано Холмщину і Підляшшя, які 1831 р. увійшли до складу Сідлецької, Люблінської і Гродненської губернії. (див. також Губернія). В І пол. XIX ст. для придушення народно-визвольного руху московський уряд сформував систему військово-адміністративних одиниць — генерал-губернаторств. В Україні створили чотири генерал-губернаторства: Київське (Київська, Волинська і Подільська губернії), Малоросійське (Полтавська і Чернігівська), Харківське (Харківська і Воронезька), Новоросійське (Катеринославська, Таврійська, Херсонська губернія і Бессарабська область). Вся повнота військової і цивільної влади на території адміністративних одиниць належала генерал-губернатору.
У першій половині XIX ст. волості створювали лише в тих районах губернії, які були населені державними селянами. Поділ всієї території губернії на волості введений у ході здійснення селянської реформи 1861 р., що дозволило повсюдно з 1866 р. встановити чотириступеневу систему управління (центр — губернія — повіт — волость). Зміни кількості та меж волостей протягом другої половини XIX ст. були незначними, та до початку XX ст. волосний поділ набув сталого характеру.
1912 р. створено Холмську губернію, до якої увійшла більшість українських земель Королівства Польського. На початку Першої світової війни 1914—1918 рр. в результаті Галицької битви 1914 р. мосоквські війська захопили значну частину західноукраїнських земель. На окупованій території створено Галицько-Буковинське генерал-губернаторство, яке проіснувало до серпня 1917 (з перервами). Діяльність мосоквських військово-адміністративних органів у Галичині, Буковині і Посянні була спрямована на нищення українського народного життя в усіх його проявах — політичному, релігійному і культурному.
Південно степова Україна (Катеринославська, Херсонська, Таврійська
губернії).

## У роки Української революції 1917—1921рр.
Лютнева революція 1917 в Московії сприяла розгортанню народно-визвольному руху в Україні.

### У часиУНР

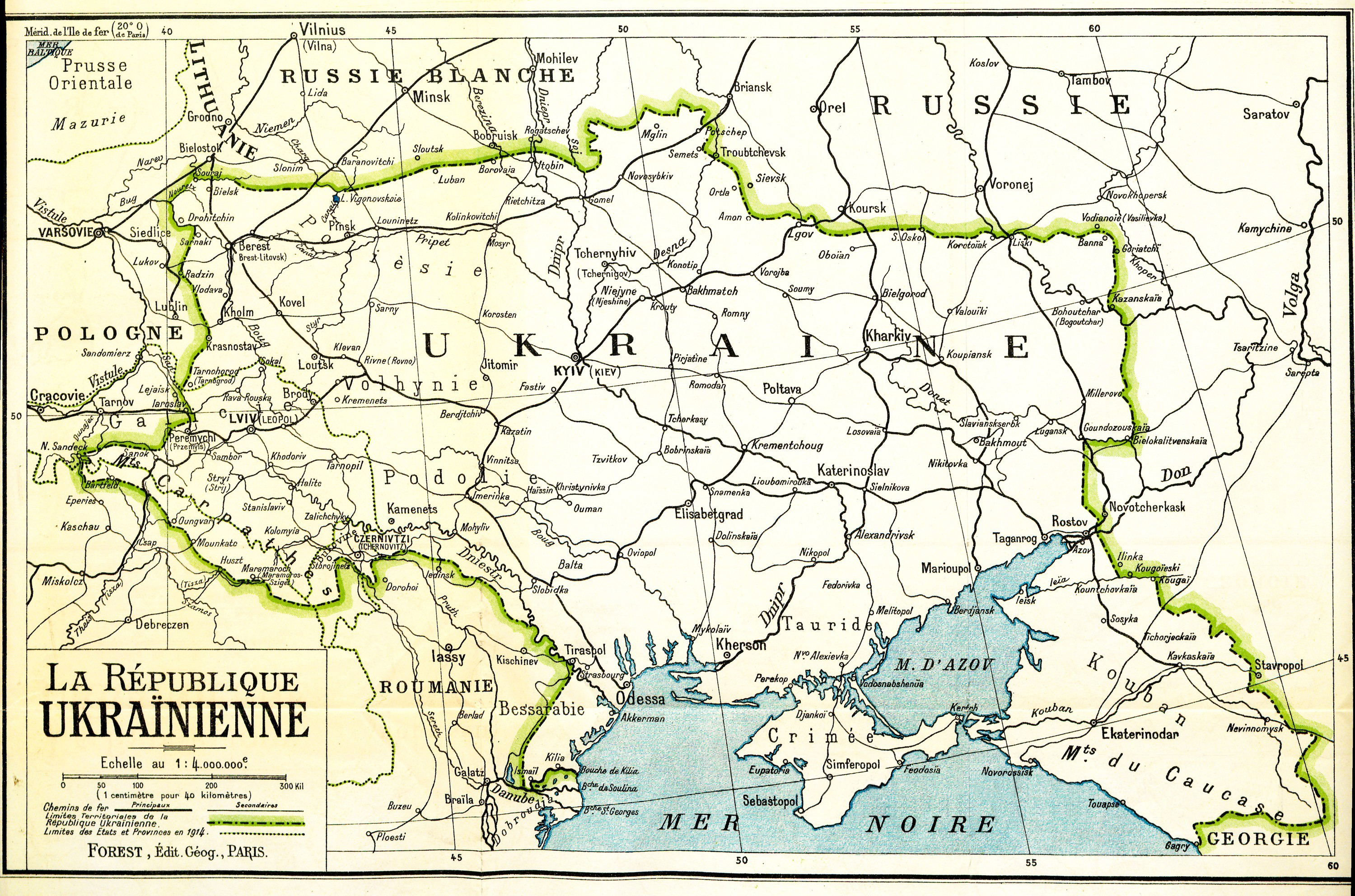
Території на які претендувала Українська Народна Республіка.

3(17) березня 1917 р. у Києві утворено Українську Центральну Раду, яка після проведення Всеукраїнського народного конгресу була перетворена на революційний парламент України. Очоливши боротьбу українського народу за побудову власної держави, УЦР своїми 4-ма універсалами перетворила Україну з колонії у складі Московської імперії на незалежну державу (див. Універсали Української Центральної Ради).
15(28).6.1917 р. на засіданні Малої Ради сформовано перший український уряд — Генеральний Секретаріат УЦР-УНР.
Після проголошення в ніч з 11(24) на 12 (25).1.1918 незалежності України Генеральний Секретаріат перейменовано у Раду Народних Міністрів УНР.
За умовами Берестейського договору 1918 р. між УНР і державами Четверного союзу західні і північно-західні кордони України встановлювали по лінії Тарноград-Білгорай-Щебрешин-Красностав-Пугачів-Радин-Межиріччя-Сарнаки-Мельник-Високо-Литовськ-Кам'янець-Литовськ-Пружани-Вигоновське озеро.
Таємна частина договору між УНР і Австро-Угорщиною передбачала об'єднання Галичини й Буковини в окремий коронний край.
Важливим кроком української влади стало ухвалення 2-4.3.1918 р. закону про адміністративно-територіальний поділ України.
В основу проєкту нового поділу території Української Народної Республіки покладено ідею М.Грушевського про землі як традиційну для України форму суспільно-територіальної організації.
Усього мало бути створено 32 землі.
Землі УНР:
1. Київ з околицями до Ірпеня і Стугни, і за Дніпром на 20 верст,
2. Деревська земля (головне місто — Коростень), — Радомишльський і Овруцький повіти, Київський повіт без південної частини, північна частина Рівенського.
3. Волинь (Луцьк), — Володимирський, Ковельський, Луцький та частина Дубенського повітів,
4. Погорина, Погориння (Рівне), — Рівенський, Острозький, Заславський, Кременецький повіти, а також південна частина Дубенського та західна частина Старокостянтинівського повітів,
5. Болохівська земля (Житомир), — Житомирський та Новоград-Волинський повіти та частини Бердичівського, Літинського та Вінницького повітів
6. Поросся (Біла Церква), — Васильківський, Сквирський, Таращанський повіти, а також південна частина Київського та східна частина Бердичівського повітів
7. Черкаська земля (Черкаси), — Черкаський, Канівський, Чигиринський повіти, а також частина Звенигородського повіту
8. Побожжє, Побужжя (Умань), — Уманський, Гайсинський повіти, частини Липовецького, Балтського та Єлисаветського повітів
9. Поділля (Кам'янець-Подільський), — Кам'янецький, Проскурівський, Ушицький повіти, частини Могилівського і Старокостянтинівського повітів
10. Брацлавщина (Вінниця), — Вінницький, Брацлавський повіти, частини Літинського, Липовецького, Могилівського та Ямпільського повітів
11. Подністров'я (Балта), — Ольгопільський, Тираспольський повіти, частини Ямпільського, Балтського та Ананьївського повітів
12. Помор'я (Миколаїв), — Одеський повіт, частини Ананьївського, Єлисаветського та Херсонського повітів
13. Одеса з околицею, — з територією до Дністровського лиману
14. Низ, Низова Дніпрянщина (Єлисаветград), частини Єлисаветського, Александрівського та Верхнєдніпровського повітів
15. Січ (Катеринослав), — Катеринославський повіт, частини Верхнєдніпровського, Херсонського, Новомосковського та Александрійського повітів
16. Запоріжжя, Запорожжя (Бердянськ), — Мелітопольський та Бердянський повіти
17. Нове Запоріжжя, Нове Запорожжя (Херсон), — Дніпровський повіт та частина Херсонського повіту
18. Озовська земля, Азовська земля (Маріуполь), — Маріупольський, Павлоградський повіти та частина Александрівського повіту
19. Половецька земля (Бахмут), — Старобільський, Слов'яносербський та Бахмутський повіти
20. Донеччина (Слов'янськ), — Зміївський, Ізюмський, Вовчанський та Куп'янський повіти, частини Корочанського та Білгородського повітів
21. Подоння (Острогожськ), — Новооскільський, Бирючський, Острогозький та Богучарський повіти, частини Корочанського й Старобільського повітів
22. Сіверщина (Стародуб), — Мглинський, Суражський, Новозибківський, Стародубський та Новгород-Сіверський повіти
23. Чернігівщина (Чернігів), — Чернігівський, Городнянський, Остерський та Сосницький повіти, частини Козелецького, Ніжинського та Борзенського повітів
24. Переяславщина (Прилуки), — Переяславський, Прилуцький та Пирятинський повіти, частини Козелецького, Ніжинського, Борзенського і Золотоніського повітів
25. Посем'я (Конотоп), — Кролевецький, Глухівський, Конотопський та Путивльський повіти
26. Посулля (Ромни), — Роменський, Лохвицький, Гадяцький повіти, частини Лубенського та Миргородського повітів
27. Полтавщина (Полтава), — Зіньківський, Полтавський та Костянтинівський повіти, частини Миргородського, Хорольського, Валківського, Охтирського та Богодухівського повітів
28. Самарська земля, Самара (Кременчук), — Кременчуцький, Кобеляцький та Новомосковський повіти, частини Золотоніського й Хорольського повітів
29. Слободщина, Слобожанщина (Суми), — Сумський, Лебединський, Суджанський та Гайворонський повіти, частини Охтирського та Богодухівського повітів
30. Харків з повітом і частиною Валківського та Білгородського повітів.

Виконавча влада на місцях належала губернським і повітовим комісарам, яких призначала УЦР замість царських губернаторів. Вища судова влада в республіці належала Генеральному Суду та апеляційним судам. 29.4.1918 р. на сесії УЦР схвалено Основний Закон Республіки (див. Конституція УНР) та обрано М. Грушевського президентом України. Однак у цілому УЦР виявилася неспроможною організувати ефективне адміністративне управління державою, не змогла налагодити нормальне господарське життя та сформувати боєздатні збройні сили, що в кінцевому підсумку призвело до її падіння.

### У часи Української Держави

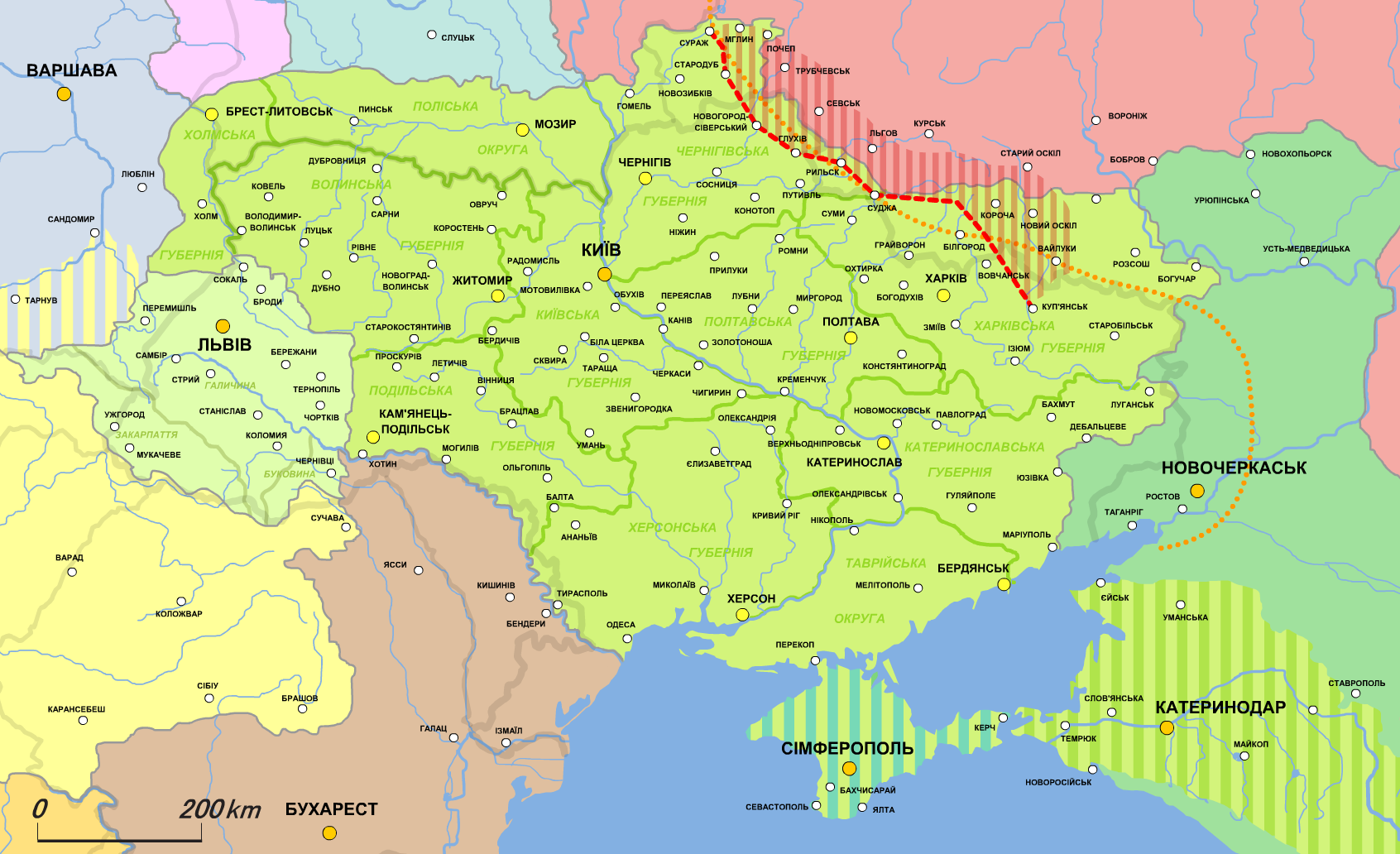
Українська держава в травні — листопаді 1918 року:
Українська держава
Кримський крайовий уряд
Кубанська народна республіка
ЗУНР (19.X.1918)
Всевелике Військо Донське
Білоруська народна республіка
Литовська республіка
Польська республіка
Австро-Угорщина
Румунське королівство
Королівство Сербія
Радянська Росія

29 квітня 1918 року на Хліборобському конгресі у Києві гетьманом України обрано П. Скоропадського.
В опублікованому 29.4.1918 «Законі про тимчасовий устрій України» зазначено, що вся виконавча й законодавча влада в країні тимчасово належить гетьману України. Гетьман призначав отамана Ради Міністрів Української Держави, затверджував склад уряду, очолював Збройні сили і керував зовнішньою політикою держави. В майбутньому владу гетьмана мав обмежити законодавчий орган — Сейм України.
УЦР була розпущена, а всі видані нею закони скасовували. Замість УНР проголошена Українська Держава. Вищим виконавчим і розпорядчим органом державної влади стала Рада Міністрів Української Держави. Для управління країною на місцях запроваджували посади губернських і повітових старост. На чолі міського управління стояли міські отамани, а у Києві — столичний отаман. Найвищим органом судової влади став Державний сенат Української Держави.
За Гетьманату тривало формування української державної території. Враховуючи стратегічні інтереси держави і побажання населення території, де українці становили більшість, до України приєднано Гомельський повіт Могилівської губернії, Путивльський, Рильський, Суджанський, Гайворонський, Білогородський, Корочанський, Новооскільський повіт Курської губернії, Валуйський повіт Воронезької губернії, а також Річинський, Пінський і Мозирський повіт Мінської губернії.

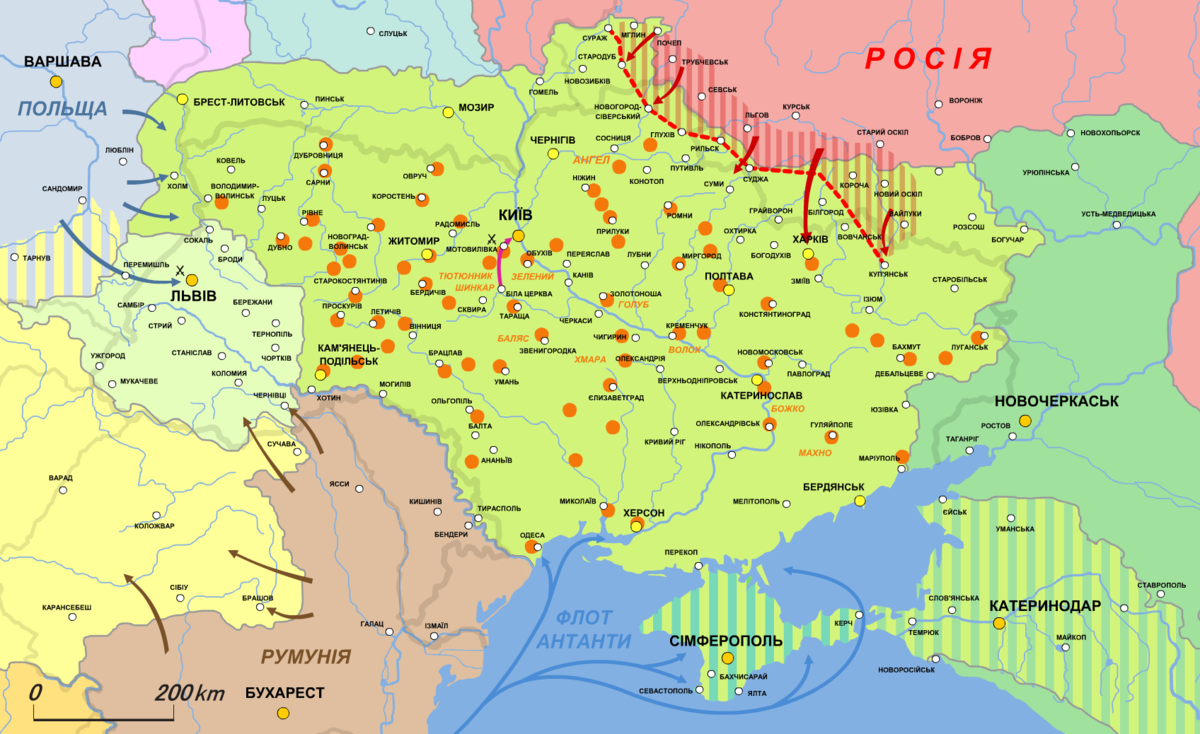
Українська держава в листопаді — грудні 1918 року:
Антиурядові повстання.
Похід Директорії на Київ
Завоювання поляками Холмщини та ЗУНР
Наступ більшовиків на Східну Україну
Завоювання румунами Буковини

Українська Держава була поділена на 9 (10) губерній:
1. Київська губернія
2. Волинська губернія
3. Чернігівська губернія
4. Подільська губернія
5. Полтавська губернія
6. Катеринославська губернія
7. Харківська губернія
8. Херсонська губернія
9. Холмська губернія
10. Таврійська губернія (півострів Таврида тимчасово перебував не під українською владою, тому з решти території була утворена Таврійська округа)

і 2 округ:
1. Поліська округа
2. Таврійська округа

У вересні 1918 р. на переговорах у Києві між представниками українського уряду і делегацією від народних та громадських організацій Тавриди досягнуто угоди про входження півострова до складу України на правах автономії.
В травні-жовтні 1918 р. на українсько-московських переговорах розглядали питання про територіальне розмежування між Україною і Радянською Московією, яке через зрив переговорного процесу московською стороною не вирішено.
[http://www.ofhistory.h.com.ua/uastate/index.html?uastate_00003.htm%5Bнедоступне+посилання+з+червня+2019%5D Адміністративно-територіальний поділ Української держави у квітні-грудні 1918 р.][недоступне посилання з жовтня 2019]

### У часиДиректорії
В листопаді 1918 р. внаслідок антигетьманського повстання владу в свої руки взяла Директорія УНР. 26.12.1918 було проголошено відновлення УНР і сформовано уряд держави — Раду Народних Міністрів УНР. Цього ж дня було відновлено законодавство УНР, в тому числі закон про адміністративний поділ. 23-28.1.1919 р. у Києві відбувся Трудовий Конгрес України, який затвердив Акт Злуки ЗУНР і УНР, проголошений 22.1.1919 р. на Софійському майдані столиці, і тимчасово передав законодавчі повноваження Директорії УНР. Адміністративно-територіальний устрій територій, які контролювала Директорія, визначав закон «Про організацію адміністративної влади УНР у місцевостях, звільнених від більшовицької окупації». Згідно з цим законом влада на місцях належала органам місцевого самоврядування — Трудовим радам. Однак нормальне функціонування цих органів за умов воєнного стану не могло бути забезпечене, і фактично адміністративні функції здійснювали військові отамани і комісари Директорії. Територія республіки була поділена на Західну (ЗО УНР) і Східну області. Східна область складена з Київської, Харківської, Полтавської, Чернігівської, Катеринославської, Херсонської, Житомирської, Кам'янецької і Холмської губернії. Столицею УНР був Київ, хоча фактично головним містом в різні часи ставали Вінниця і Кам'янець-Подільський. 12.11.1920 р. Директорія УНР ухвалила «Закон про тимчасове верховне управління та порядок законодавства в Українській Народній Республіці» та «Закон про Державну Народну Раду Української Республіки», які однак не були реалізовані через окупацію території УНР сусідніми державами.

### У часиЗУНР

Карта територій, на які претендувала ЗУНР

З наближенням воєнної поразки країн Четверного союзу українське населення Австро-Угорщини рішуче висловилось за утворення української держави в її етнічних межах. 18 жовтня 1918 р. у Львові на зборах українських депутатів австрійської Державної Ради і членів Палати Панів, українських членів галицького і буковинського сеймів утворено Українську Національну Раду ЗУНР, яка очолила український народний рух в Австро-Угорській імперії. В ніч на 1 листопада 1918 р. українські війська за розпорядженням УН Ради зайняли всі найважливіші державні установи у Львові. 13 листопада 1918 р. проголошено Західноукраїнську Народну Республіку. Вищим виконавчим і розпорядчим органом республіки став Державний Секретаріат ЗУНР. Державна територія ЗУНР включала українські етнічні землі — Галичину, Буковину і Закарпаття (загальна площа близько 70 тис. км²). Однак незабаром буковинські й закарпатські землі були окуповані чужоземними військами. Уряд ЗУНР за умов воєнного стану не мав можливості змінити систему адміністративно-територіального поділу, характерну для Австро-Угорської імперії, хоча принципи роботи органів державної влади значно змінились. Адміністративні і фінансові функції на місцях здійснювали повітові комісари, яких призначав державний секретар внутрішніх справ, військова влада в повітах належала повітовим військовим комендантам. Для розгляду судових справ були створені окружні суди. Одним із головних завдань центральних органів влади ЗУНР було державне об'єднання з УНР. Після нетривалої підготовчої роботи 22.1.1919 р. у Києві проголошено Акт Злуки УНР і ЗУНР. Під час українсько-польської війни 1918—1919 р. польські війська поступово витісняли адміністрацію ЗУНР з території республіки. Спроби укласти перемир'я і досягнути державно-територіального розмежування з Польщею за посередництва Антанти були безрезультатними. В середині липня 1919 р. польські війська повністю окупували територію ЗУНР.
Наприкінці 1920 р., після підписання мирної угоди між радянською стороною і Польщею був прокладений новий державний кордон, який поділив Волинську губернію на дві частини — до Польщі відійшли 6 повітів, а також 5 волостей Острозького повіту, одна волость Новоград-Волинського повіту та частина волості Овруцького повіту. Враховуючи це, 1921 р. у Волинській губернії провели нове розмежування повітів, що залишилися. Зокрема, Острозький повіт був скасований, Заславський повіт став містити в собі 23 волості, Старокостянтинівський — 15 волостей. Був утворений Полонський повіт, у який ввійшли 14 волостей.
1921 р. до Заславського повіту входили такі 23 волості: Антонінська, Білогородська, Бутовецька, Грицівська, Жуківська, Заславська, Михнівська, Новосільська, Славутська, Судилківська, Сульжинська, Тернавська, Хоровецька, Шепетівська, а також волості, що відійшли від Острозького повіту: Довжоцька, Ганнопільська, Кривинська, Кунівська, Ляховецька, Плужанська, Перерослівська, Семенівська, Уніївська. Разом з тим, до новоствореного Полонського повіту від Заславського відійшли Лабуньська та Хролинська волості.

### Радянські держави
У 1917—1920 роки на території України виник ряд маріонеткових територіальних утворів у формі так званих радянських республік, створення яких було, як правило, інспіровано ззовні і які протистояли державним інститутам влади українського народу[джерело?] — Українська Соціалістична Радянська Республіка, Донецько-Криворізька Радянська Республіка, Галицька Соціалістична Радянська Республіка, Бессарабська Радянська Соціалістична Республіка.

## Між першою і другою світовими війнами (1922—1939)
Поразка українських народно-визвольних змагань 1917—1921 рр. привела до ліквідації державності та чергової зміни політично-адміністративного устрою українських земель у 1920—1930-х. Українські етнічні території в міжвоєнний період входили до складу чотирьох держав: СРСР, Польщі, Чехословаччини та Румунії.

### Радянська Україна
Див. також Округи УСРР 1923—1930, Адміністративний поділ УРСР, Національний район
УСРР (з 1937 р.— УРСР), яка з 30.12.1922 р. перебувала у складі СРСР, у травні 1920 р. поділена на 12 губерній (з 25.10.1922 р.— 9 губерній): Волинську, Донецьку, Запорізьку, Катеринославську, Київську, Кременчуцьку, Миколаївську, Одеську, Подільську, Полтавську, Харківську і Чернігівську. Західний кордон УСРР за умовами Ризького мирного договору 1921 р. проходив по лінії р. Збруч на захід від м. Ямпіль, на схід від м. Острог і далі вздовж сучасної межі Рівненської і Житомирської областей. 1924 р. ЦК РКП(б) висунула безпідставні претензії РСФРР на Шахтинський і Таганрозький округи (загальна площа 5 тис. км² Донецької губернії, де українці становили 71,5 % від усього населення, а 1925 р. на підставі постанови «Про врегулювання кордонів з РСФРР і БСРР» значні масиви земель Чернігівської, Курської і Воронезької губернії, де українці також становили абсолютну більшість, були приєднані до Московії. Протягом 1920-х років відбувалися процеси перегляду кордонів УСРР і вивласнення великих українських етнічних територій на користь РСФРР[джерело?]. 1.2.1922 р. ВУЦВК ухвалив постанову «Про впорядкування та прискорення робіт по адміністративно-територіальній реформі в УСРР». Замість волостей і повітів 12.4.1923 р. створено округи і райони. Постановою президії ВУЦВК від 3.6.1924 р. у складі УСРР була створена Молдавська АСРР, куди увійшла частина українських етнічних земель (перебувала до 2.8.1940 р.). 9.2.1932 р. в УСРР створено перші області — Вінницьку, Дніпропетровську, Київську, Одеську; 3.6.1932 р.— Донецьку; 7.10.1932 р.— Чернігівську. 1934 р. столицю України перенесено з Харкова до Києва. 22.9.1937 р. створено Житомирську, Миколаївську, Полтавську, Кам'янець-Подільську (з 1954 р.— Хмельницька) області — Донецьку область 3.6.1938 р. поділено на Сталінську (з 1961 р. — Донецька) і Ворошиловградську (з 1961 р.— Луганська). 10.1.1939 р. утворено Запорізьку, Кіровоградську і Сумську області.

### Східна Галичина,Волинь
У 1920-30-х рр. окуповані Польщею українські землі, які були остаточно приєднані до Польської держави рішенням Ради Послів держав Антанти від 14.3.1923 р., входили до складу Волинського, Люблінського, Львівського, Станіславського, Тернопільського і Поліського воєводств (офіційна назва — «Східна Малопольща»). Воєводства ділили на повіти, повіти — на гміни.
На чолі воєводства стояв воєвода, якого призначав президент за рекомендацією Міністерства внутрішніх справ. Адміністративну владу у повіті здійснював староста, а у гміні — війт. Місцеве сільське управління очолював солтис. Політично-адміністративний устрій українських земель у складі Польщі був спрямований на дискримінацію політичних і народно-культурних прав українського населення, поступову полонізацію, а в кінцевому підсумку — повну асиміляцію українців на окупованій Польщею територіях Західної України.

### Закарпаття
Після розпаду Австро-Угорщини в 1918—1919 рр. Румунія і Угорщина анексували значну частину українських етнічних територій. Румунське королівство захопило Хотинський, Ізмаїльський і Акерманський повіти Бессарабії, Північну Буковину і українську частину Мармарощини, а Угорщина захопила значну частину Закарпаття. 1918—1919 рр. на територіальній основі колишніх Березького, Угочанського, Ужанського і Шариського комітатів (жуп) угорський уряд створив автономне утворення — Руську Країну. За Сен-Жерменським мирним договором 1919 р., Севрським мирним договором 1920 р. та Бессарабським протоколом (24.10.1920 р.) Буковина і Бессарабія були приєднані до Румунії. 8.5.1919 р. за ініціативою закарпатської еміграції у США і за підтримки Антанти Центральною Руською (Українською) Народною Радою проголошено входження Карпатської України до складу Чехословаччини. Остаточно приєднання Закарпаття до федеративної республіки чехів і словаків санкціонували рішення Сен-Жерменського договору (10.9.1919 р.) і Тріанонського мирного договору 1920 р. Українські етнічні території у складі Чехословаччини поділено на Пряшівщину (відійшла до Словаччини) і Підкарпатську Русь. 1928 р. Чехословаччину поділено на 4 краї (Чехію, Словаччину, Моравію і Сілезію, Підкарпатську Русь). Запровадження поста крайового президента і створення крайового представництва органу означало певне розширення автономних прав цієї української території. Складне міжнародне становище Чехословаччини наприкінці 1930-х і боротьба українських політичних партій на Закарпатті за надання українцям реальної політичної автономії примусили чехословацький уряд 22.10.1938 р. дати згоду на створення на території Карпатського краю нового державного утворення — Карпатської України. 2.11.1938 р. за рішенням Віденського арбітражу частина території Карпатської України з містами Ужгород, Мукачів і Берегів були передані Угорщині. 15.3.1939 р. сейм Карпатської України ухвали конституцію республіки і обрав президентом держави А. Волошина. 14.3.1939 р. Угорщина, за згодою нацистської Німеччини, розпочала відкриту агресію проти Карпатської України. Збройні формування Карпатської України — Карпатська Січ кілька днів чинили мужній опір переважаючим силам угорських окупантів. Однак наприкінці березня 1939 р. більша частина Закарпаття була окупована угорськими військами.

## В часи Другої світової війни (1939—1945)
Воєнно-політичні події Другої світової війни призвели до нової зміни адміністративно-територіального устрою українських земель. Після розпаду Польської держави згідно з таємними статтями Пакту Молотова — Ріббентропа Червона армія у вересні 1939 року захопила територію Західної України, а в червні 1940 року — Північну Буковину, Хотинський, Акерманський і Ізмаїльський повіти Бессарабії, незабаром (2 серпня 1940 року) приєднані до УРСР.
На території Західної України 4 грудня 1939 року створено шість областей: Львівську, Станіславську (з 1962 р. — Івано-Франківська), Тернопільську, Волинську, Рівненську й Дрогобицьку (в 1959 році — об'єднана з Львівською). Українські етнічні землі загальною площею 16 тисяч км² (Лемківщина, Посяння, Холмщина, Підляшшя), що потрапили в зону німецької окупації, увійшли до складу Генеральної Губернії з центром у Кракові.
На початку Радянсько-німецької війни 1941-1945 років Організація українських націоналістів під проводом Степана Бандери 30 червня 1941 року проголосила у Львові відновлення української державності. Був сформований орган крайової влади — Українське державне правління на чолі з Ярославом Стецько. На всій українській етнічній території мала бути відновлена суверенна й соборна Українська держава. Проте вже 4 липня 1941 року німецька окупаційна влада заборонила діяльність УДП, а 12 липня 1941 року гестапо заарештувало Ярослава Стецька і членів Правління Р. Ільницького та Володимира Стахіва, після цього Правління перестало існувати. Вся територія України була поділена між Німеччиною та її союзниками на зони окупації.
1 серпня 1941 року з Галичини (територія близько 50 тисяч км²) утворено окремий дистрикт і об'єднано з територією Генеральної Губернії.
20 вересня 1941 року для управління іншими українськими територіями було створено військово-адміністративну одиницю — райхскомісаріат «Україна» (загальною площею близько 340 тисяч км²). В територію входило 6 генеральних округів:
- Генеральна округа Волинь-Поділля;
- Генеральна округа Житомир;
- Генеральна округа Київ;
- Генеральна округа Таврія;
- Генеральна округа Дніпропетровськ;
- Генеральна округа Миколаїв.

Округи називали ґенеральбецірки і поділяли на крайсґебіти.
З огляду на важливе стратегічне значення Донбасу, його район був поставлений під контроль особливої комендатури «Донець». Адміністративні функції на окупованій гітлерівцями території виконувала німецька військова влада, генеральні та військові комісаріати. Управління великими містами здійснювали штадкомісарства, меншими — орткомісарства. Місцева адміністрація була складена з районних міських управ і сільських старост. Адміністративним центром рейхскомісаріату стало Рівне.
В липні 1941 року окуповані румунською армією Чернівецька та Ізмаїльська область УРСР були включені до складу Румунії у формі губернаторства Буковина та губернаторства Бессарабія відповідно, а 19 серпня 1941 року до Румунії були приєднані землі Одеської, південні райони Вінницької та західні райони Миколаївської області. На цих землях було утворено румунську адміністративно-територіальну одиницю — Трансністрію.
Головним завданням німецької, румунської та угорської окупаційної влади було забезпечення своїх армій і промисловості продовольством і сировиною. Окупанти повністю ігнорували національно-культурні та господарські інтереси місцевого населення, вивозили українську молодь на примусові роботи в Німеччину, переслідували діячів народно-патріотичного руху. Всі ці злочини чужоземних загарбників викликали хвилю українського руху Опору на окупованих українських землях, який очолила Організація українських націоналістів і головною воєнною силою якого стала Українська повстанська армія. В тилу окупаційних військ діяли і радянські партизани.

## Післявоєнний адміністративно-територіальний устрій
Дивись також Адміністративний поділ УРСР
Наприкінці 1944 року, після відступу гітлерівських військ та їхніх союзників, на території України встановлено довоєнний адміністративно-територіальний устрій. Відновлення радянської політичної системи в Україні відбувалося шляхом переслідувань, репресій і депортацій як проти членів руху Опору, так і проти місцевого населення.
З 18 травня 1944 року радянським режимом депортовано з Таврійського півострова понад 400 тисяч кримських татар.
30 червня 1945 року Кримську АРСР перетворено на Кримську область РРФСР (з 1996 року — Автономна Республіка Крим).
В повоєнний період внаслідок радянсько-польських (16.8.1945), радянсько-чехословацьких (29.6.1945) договорів та Паризьких мирних договорів 1947 року були встановлені південно-західні і західні кордони України, які не враховували меж етнічного розселення українців і, таким чином, не відповідали етнічним державним інтересам України. В ході польсько-радянського територіального розмежування польський комуністичний уряд, намагаючись придушити на Закерзонні український національний рух за відновлення повноцінної української державності в етнічних межах, вчинив акт геноциду проти українського населення Лемківщини, Холмщини, Підляшшя і Посяння. На загал, до УРСР депортовано 482 тисячі українців. У квітні-жовтні 1947 року з цих територій депортовано 140 575 українців (Операція «Вісла»). Понад 700 000 українців були депортовані польським урядом; 19 500 км² охоплювала територія, з якої були депортовані  українці.
У 1950-80-х роках в адміністративно-територіальному устрої України значних змін не було, хоча для покращення економічного розвитку Микита Хрущов запровадив великі територіальні об'єднання — Раднаргоспи. В УРСР утворили 11, згодом 14 раднаргоспів, яким були підпорядковані майже всі промислові підприємства, за винятком воєнних. 19 лютого 1954 року Президія Верховної Ради СРСР, враховуючи територіальну близькість, спільність економіки і тісні господарські зв'язки, затвердила подання Президії Верховної Ради РРФСР і Президії Верховної Ради УРСР про передачу Кримської області до складу УРСР.

## В часи незалежної України

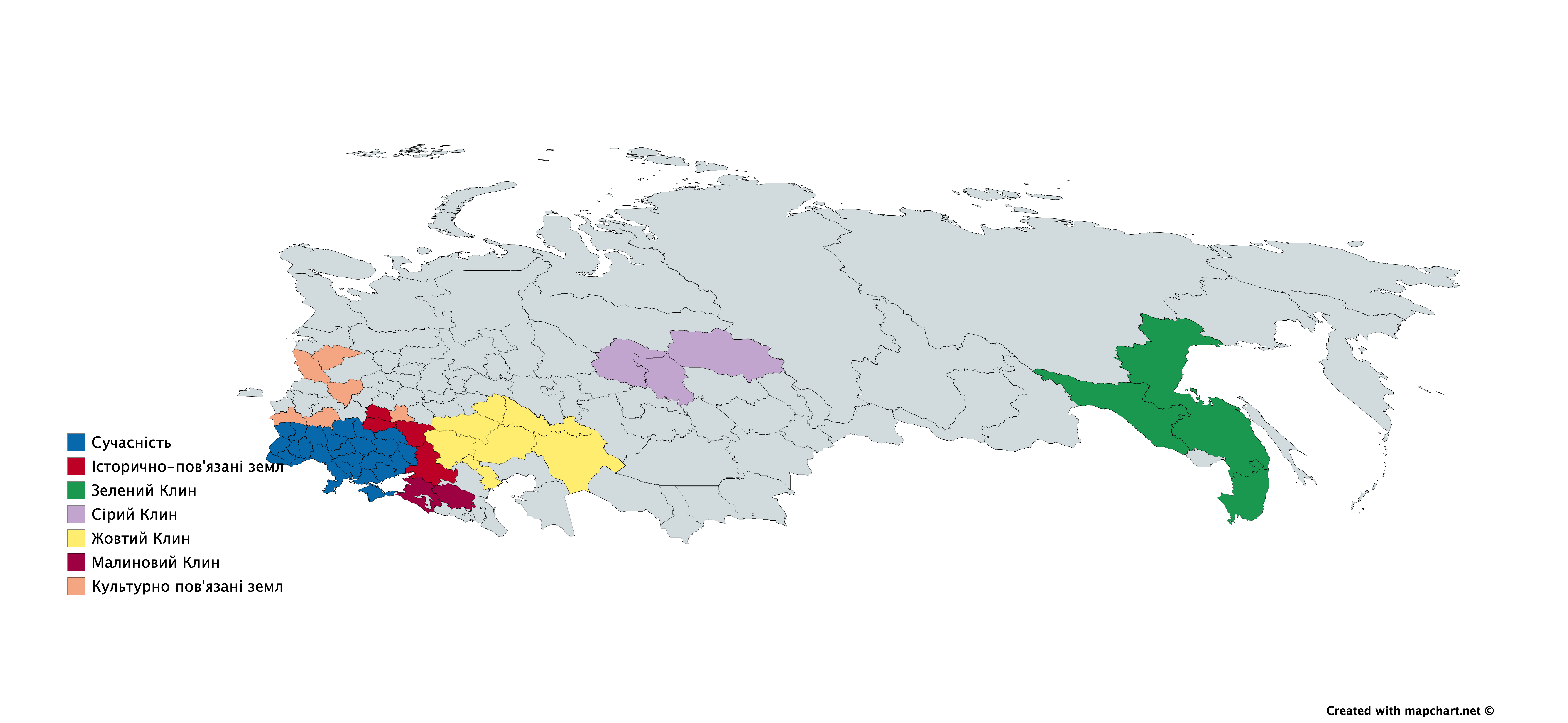
Розповсюдження культури України на теренах сучасних Білорусі, Росії та Казахстану починаючи з часів Київської Русі та закінчуючи сьогоденням.

Дивись також Адміністративний поділ України
Після проголошення 24 серпня 1991 року «Акта про державну незалежність України» законодавчі та виконавчі органи влади країни здійснили ряд важливих заходів, спрямованих на удосконалення адміністративно-територіального устрою України та приведення його у відповідність з новим статутом України як незалежної держави.